# Riški zaliv
Riški zaliv (latvijsko Rīgas jūras līcis, estonsko Liivi laht, dob. 'Livonski zaliv', rusko Рижский залив) je zaliv ob vzhodnem robu Baltskega morja v Severni Evropi, ki ga na jugu omejuje severna obala Latvije, na severu in vzhodu zahodna obala Estonije, ustje pa proti zahodu zapira estonsko otočje Muhu z največjim otokom Saaremaa. Najpomembnejše naselje ob obali je Riga, glavno mesto Latvije, po katerem je dobil ime. Zaliv je velik 18.000 km² in plitev, z največjo globino 50 m. Obala je dolga 239 km.
Zaliv je ledeniškega izvora, izdolbli so ga ledeniki med pleistocensko poledenitvijo, nato pa so se na dnu začeli odlagati sedimenti prazgodovinskega jezera Ancylus in kasnejših morij. Obale so nizke in peščene, posebej na jugu, kjer se zaradi vetrov tvorijo sipine, nastajajo tudi do 6 m visoki nanosi. Vanj se izliva Zahodna Dvina in več drugih pomembnih rek. Običajno je med decembrom in aprilom prekrit z ledom.
Površino zaliva si delita suvereni državi Latvija in Estonija; njegov status sta državi določili s sporazumom leta 1996, potem ko sta se osamosvojili po razpadu Sovjetske zveze. Pred tem meja ni bila natančno določena, kar je v letih po osamosvojitvi vodilo v ostre konflikte zaradi ribolovnih pravic, ki so leta 1995 skoraj eskalirali v vpoklic vojne mornarice. Razmejitev je zapletena zaradi zgodovinskih dejavnikov, plovbe, ribištva in topografskih razlik: latvijska obala je gladka, medtem ko je estonska razčlenjena ter obdana z množico manjših in večjih otokov. Sporno je bilo predvsem vprašanje teritorialnih voda okrog otoka Ruhnu in drugih manjših otokov sredi zaliva, bliže latvijski kot estonski obali. Zaradi njih meja ne poteka točno po ekvidistančni črti, kot je načelo mednarodnega pomorskega prava.